# Syngamia convulsa
Syngamia convulsa là một loài bướm đêm trong họ Crambidae.